# Ourisia fragrans
Ourisia fragrans là một loài thực vật có hoa trong họ Mã đề. Loài này được Phil. mô tả khoa học đầu tiên năm 1864.